# Pfahlbauten am Ledrosee

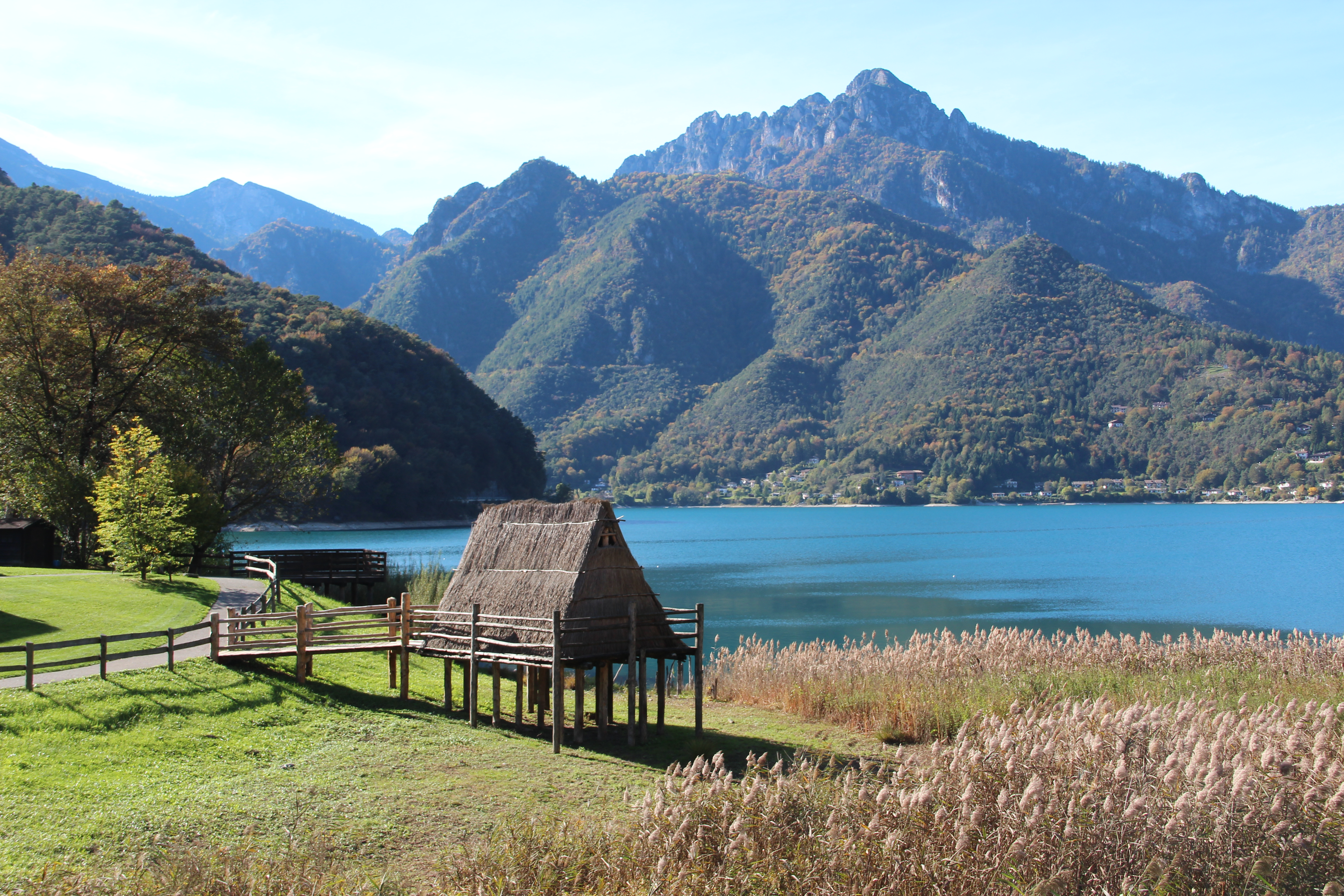
Pfahlbautennachbau am Ledrosee

Die Pfahlbauten am Ledrosee (italienisch Palafitte di Ledro) sind ein prähistorischer Siedlungsplatz am Ledrosee im Trentino, Italien. Die Fundstelle der Pfahlbautensiedlung wurde 2011 mit 110 weiteren Fundstellen in sechs Alpenländern von der UNESCO in das Inventar des UNESCO-Weltkulturerbes aufgenommen. Sie wird im Pfahlbaumuseum Ledrosee museal aufgearbeitet.

## Lage
Die Fundstelle liegt im Val di Ledro am östlichen Rand des Ledrosees beim Ort Molina di Ledro auf 651 m s.l.m. Sie erstreckt sich im Bereich des mittlerweile verlandeten Abflusses des Ponale und hat die Form eines Trapezes, das an der Uferseite etwa 160 m lang ist und sich im Bachbett des Ponale auf etwa 20 m reduziert.

## Entdeckungsgeschichte
Die am Uferstreifen im seichten Wasser liegenden Pfähle waren immer schon ein Ärgernis für die Fischer gewesen, in denen sich ihre Fischernetze verfingen. Bis zur Erforschung der Fundstätte ging man davon aus, dass es sich um die Überreste eines Bauwerks zur Regulierung des Abflusses des Ponale handelte. Als infolge von Wasserbaumaßnahmen für das Ponalekraftwerk 1929 der Wasserspiegel des als Speichersee dienenden Ledrosees um sieben Meter abgesenkt wurde, ragten die Pfähle vollständig aus dem Wasser. Neugierige entdeckten zwischen den zum Großteil senkrecht verankerten Pfählen eine ganze Reihe von menschlichen Artefakten, vor allem Keramikscherben. Die zunächst für Hausmüll gehaltenen Funde, von denen man annahm, dass sie von Seuchenkranken dort absichtlich versenkt worden waren, weckten jedoch bald das Interesse der Wissenschaft.
Die Nachricht von den Funden erreichte 1929 schließlich die Soprintendenza für Archäologie in Padua unter der Leitung von Ettore Ghislanzoni. Ghislanzoni vermutete, dass es sich bei der Fundstätte um eine prähistorische Pfahlbautensiedlung handele. Die ersten Grabungen fanden noch 1929 unter seiner Leitung auf einem kleinen Bereich am südlichen Rand des Fundortes statt. Aufgrund eingeschränkter finanzieller Mittel infolge der Weltwirtschaftskrise, war es nicht möglich die etwa 5000 m² große Fundstätte vollständig zu untersuchen, so dass zu Bedauern Ghislanzonis die Grabungen auf einer Fläche von 500 m² beschränkt blieben. Die Erkundungsgrabung von Ghislazoni sollte vor allem Erkenntnisse über den ungefähren Aufbau und das Alter der Fundstätte liefern. Trotz der flächenmäßig eingeschränkten Grabung, konnten bereits 1929 zahlreiche Fundstücke geborgen werden.
Umfassende Grabungen fanden erst im Winter 1937 statt, als der Seespiegel um 18 Meter unter dem Pegelnullpunkt abgesunken war. Die Nachricht, dass die Pfahlbauten erneut frei lag, wurde schnell von der Presse verbreitet und zog zahlreiche Schaulustige an, die zwischen den Pfählen nach Erinnerungsstücken suchten. Infolgedessen wurde das Areal von den Carabinieri bewacht. Der Direktor des Instituts für Anthropologie der Universität Padua Raffaello Battaglia dehnte die Untersuchungen trotz der winterlichen Verhältnisse und den im Frühjahr wieder ansteigenden Wasserspiegel auf fast das gesamte Areal aus, abgesehen von dem bereits 1929 untersuchten Bereich. Dabei wurde um die 10.000 Pfähle sowie Teile eines Fußbodens eines Pfahlbaues freigelegt. Bei den Ausgrabungen 1937 wurde auf Arbeitskräfte aus der Umgebung zurückgegriffen, wobei die Arbeiter nicht sehr umsichtig vorgingen und einige Fundstücke zu Bruch gingen. Insgesamt konnten 176 Holzkisten mit Fundstücken gefüllt werden, obwohl es trotz der Aufsicht durch die Carabinieri zu Diebstählen kam.
In den 1950er und 1960er Jahren fanden weitere Ausgrabungskampagnen statt. Die Ausgrabungen von 1967 dienten vor allem dem Zweck, Ausstellungsstücke für das im Entstehen begriffene Museum bereitzustellen. 1967 wurde aufgrund des sehr niedrigen Pegels auch jener Teil untersucht, der beim Absinken des Seespiegels 1929 abgerutscht war. Dabei wurden einige bemerkenswerte Fundstücke geborgen, wie die Reste eines Einbaums und ein Stoffgürtel aus Leinen. Bei den Grabungen von 1980 und 1983 wurden dagegen Bereiche untersucht, die von Battaglia 1937 ausgespart wurden.
Zwischen 2003 und 2011 ordnete das Landesamt für Archäologie der Provinz Trient eine ganze Reihe von Grabungen an, mit denen insbesondere die unmittelbaren Bereiche nördlich und südlich des Ausgrabungsareals untersucht wurden, bei denen aber auch stichprobenartige Kontrollgrabungen im Abflussbereich des Ponale durchgeführt wurden. Bei dieser Grabungskampagnen konnte unter anderem die Stratigraphie von bislang bei den vorherigen Kampagnen nicht berührten Bereichen erfasst und wissenschaftlich untersucht werden. Zudem wurden einige Stichproben mittels Radiokarbonmethode datiert.
Aufgrund dessen, dass das Ausgrabungsareal lange Zeit frei zugänglich war, fanden insbesondere nach den Grabungen von Battaglia Ende der 1930er Jahre zahlreiche Raubgrabungen statt, wodurch eine unbekannte Anzahl von Fundstücken verloren gingen. Erst 1965 wurden Teile der Fundstätte zur archäologische Zone erklärt. Mit Änderung des Bebauungsplans der damaligen Gemeinde Molina di Ledro wurde auf Hinweis des Landesamtes für Archäologie das gesamte Areal zur archäologischen Schutzzone erklärt. Mit dem 1968 begonnenen Bau des Museums, dass im September 1972 eröffnet wurde, sollte den Raubgrabungen endgültig ein Riegel vorgeschoben werden. 2011 wurde die Pfahlbautensiedlung Ledro – Referenznummer 1363-104 oder IT-TN-01 – zusammen mit weiteren 110 über den Alpenraum verstreuten Fundstätten in das UNESCO-Welterbe aufgenommen.

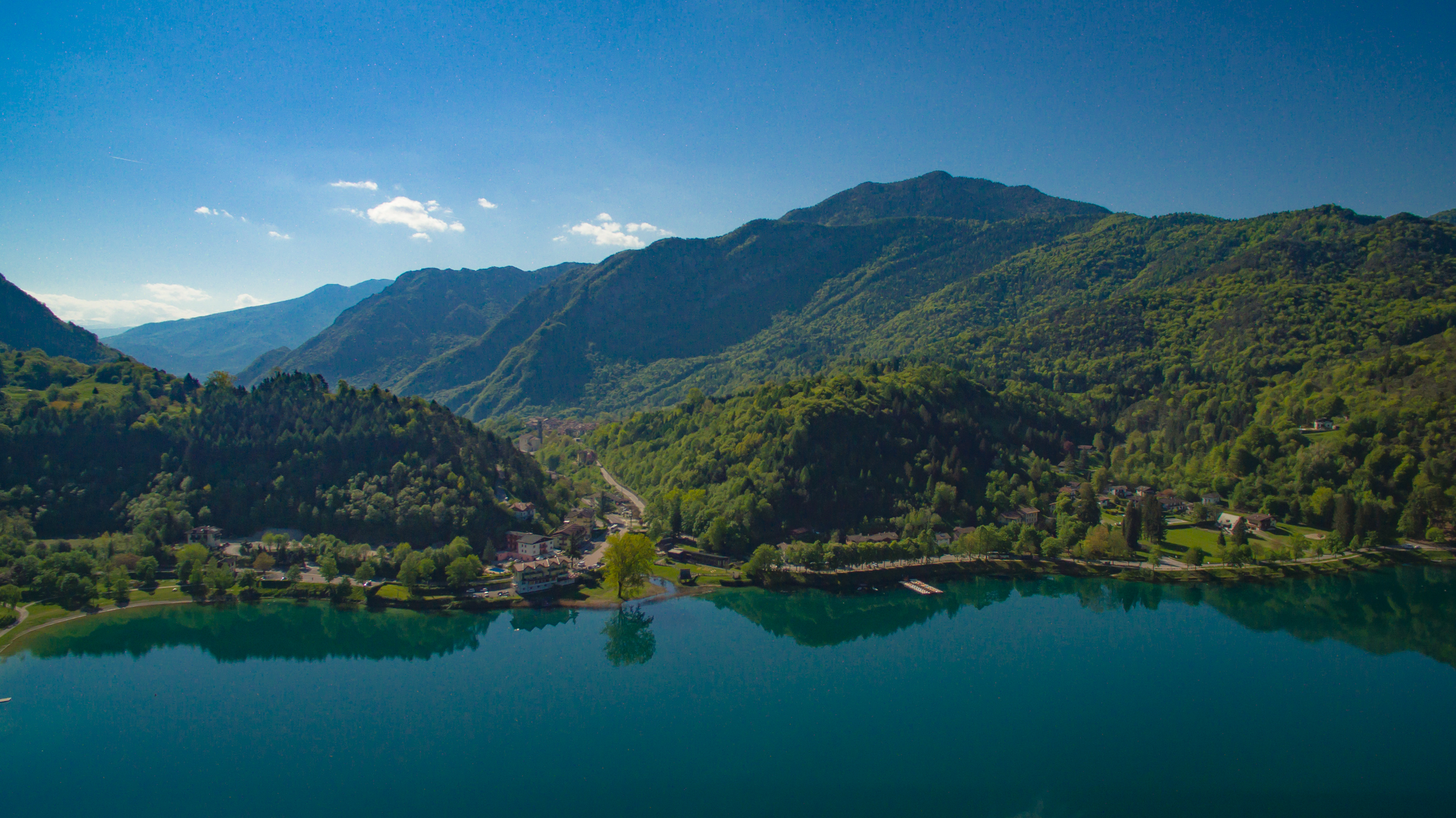
Das Ostufer des Ledrosees, links der Bildmitte der Ponaleabfluss mit dem Pfahlbautennachbau und dem Museum
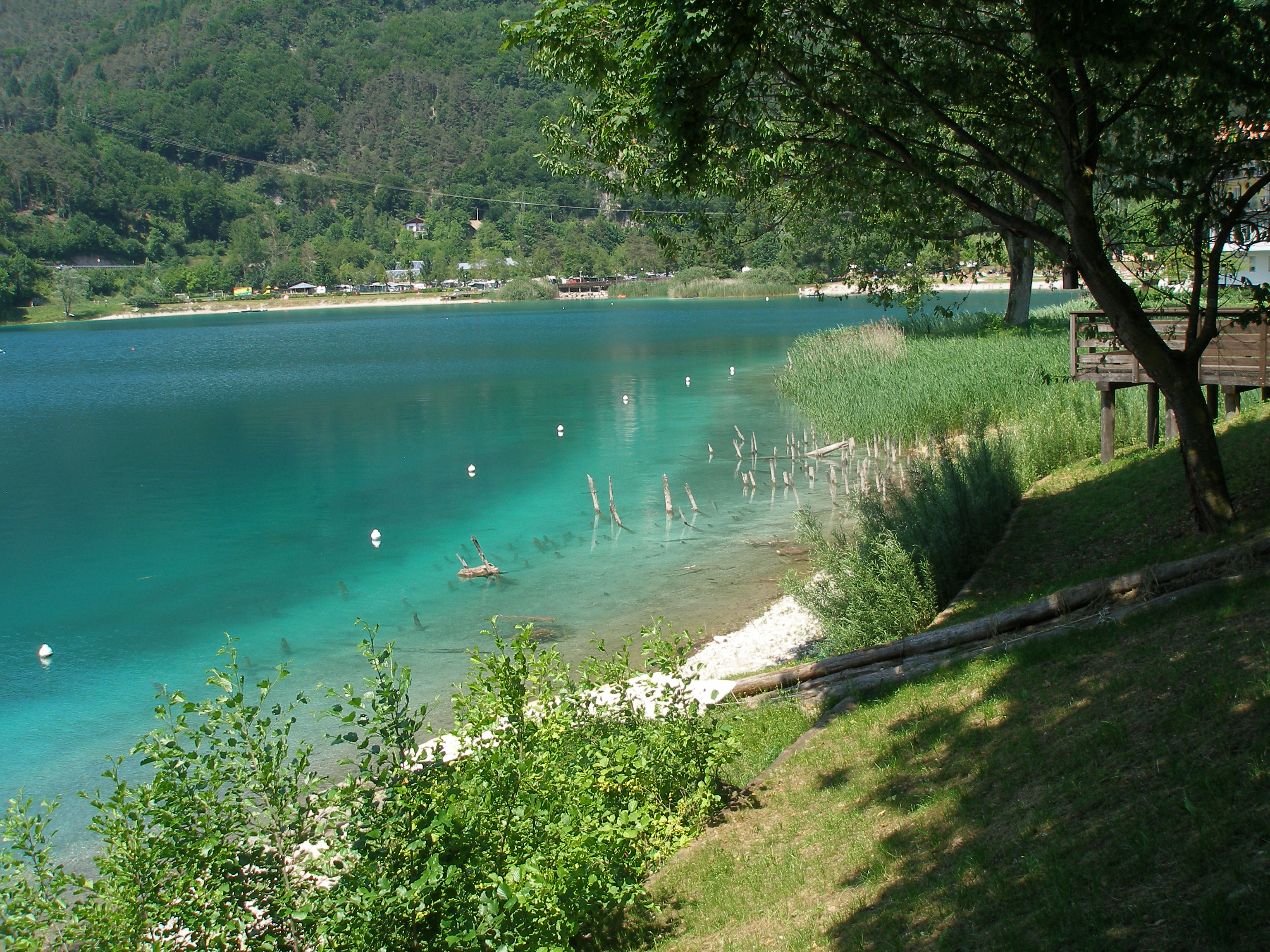
Pfähle im zentralen Bereich der Fundstätte bei normalen Wasserstand
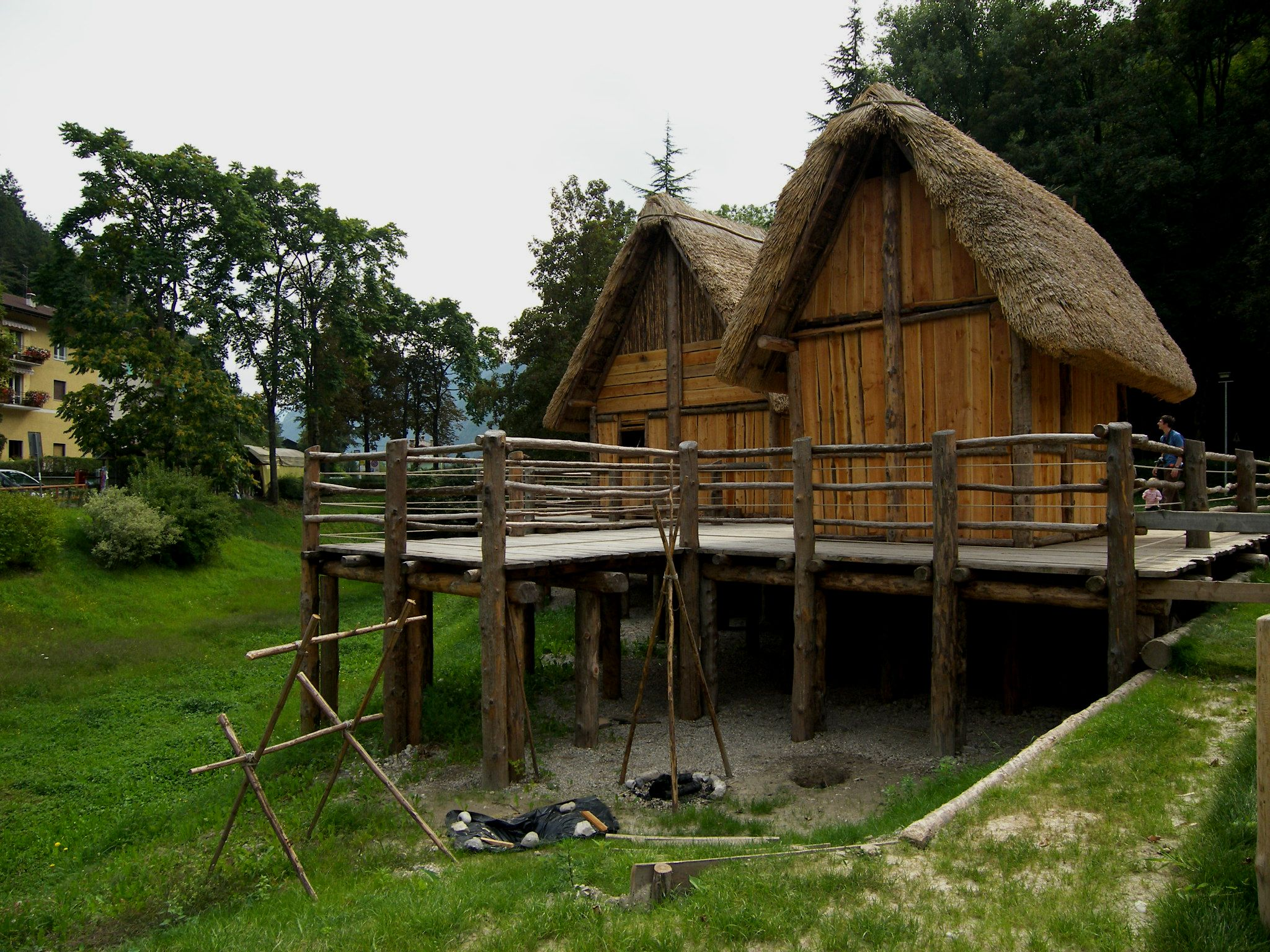
Nachbauten am verlandeten Ponaleabfluss
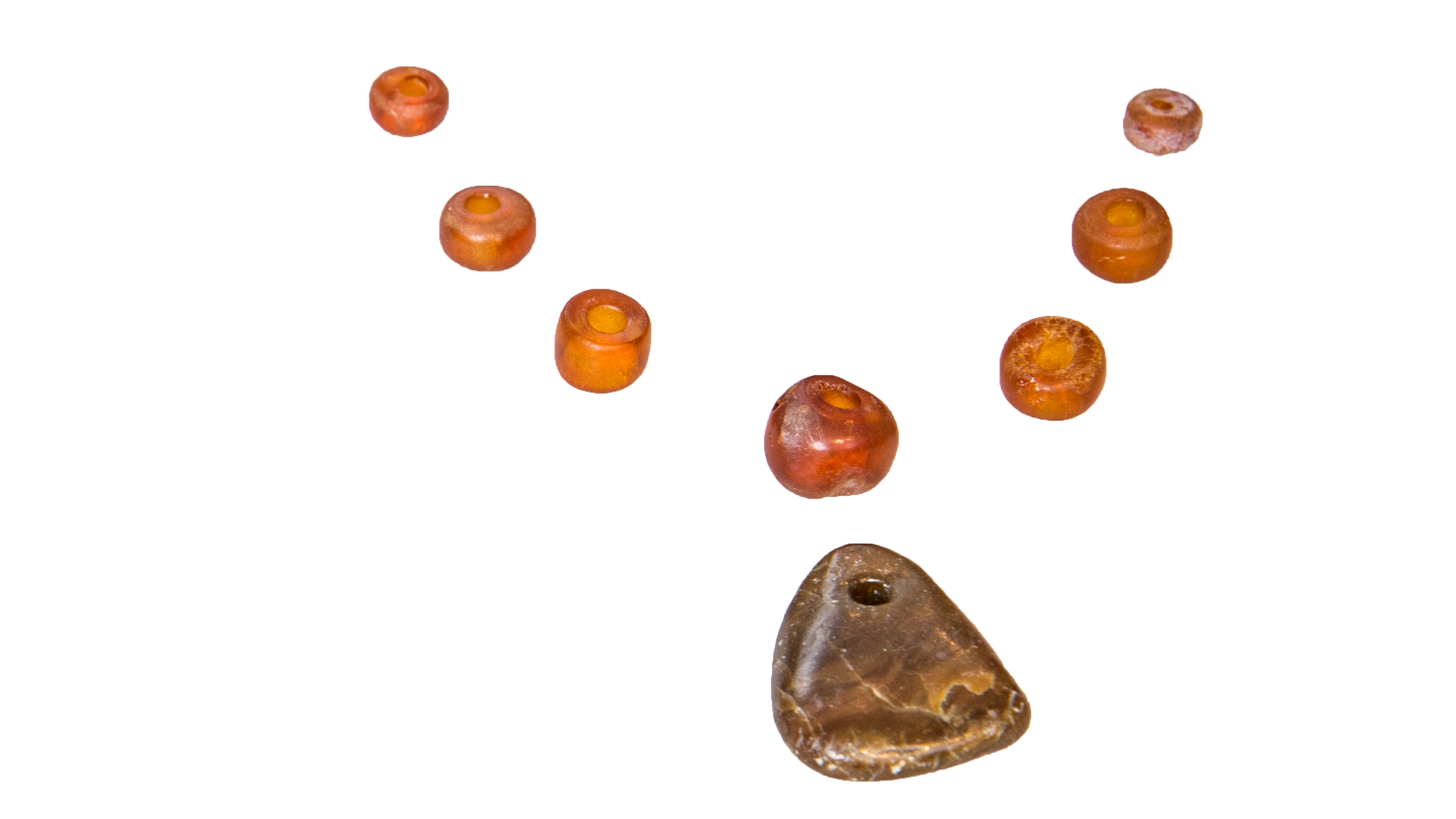
Reste einer Bernsteinkette
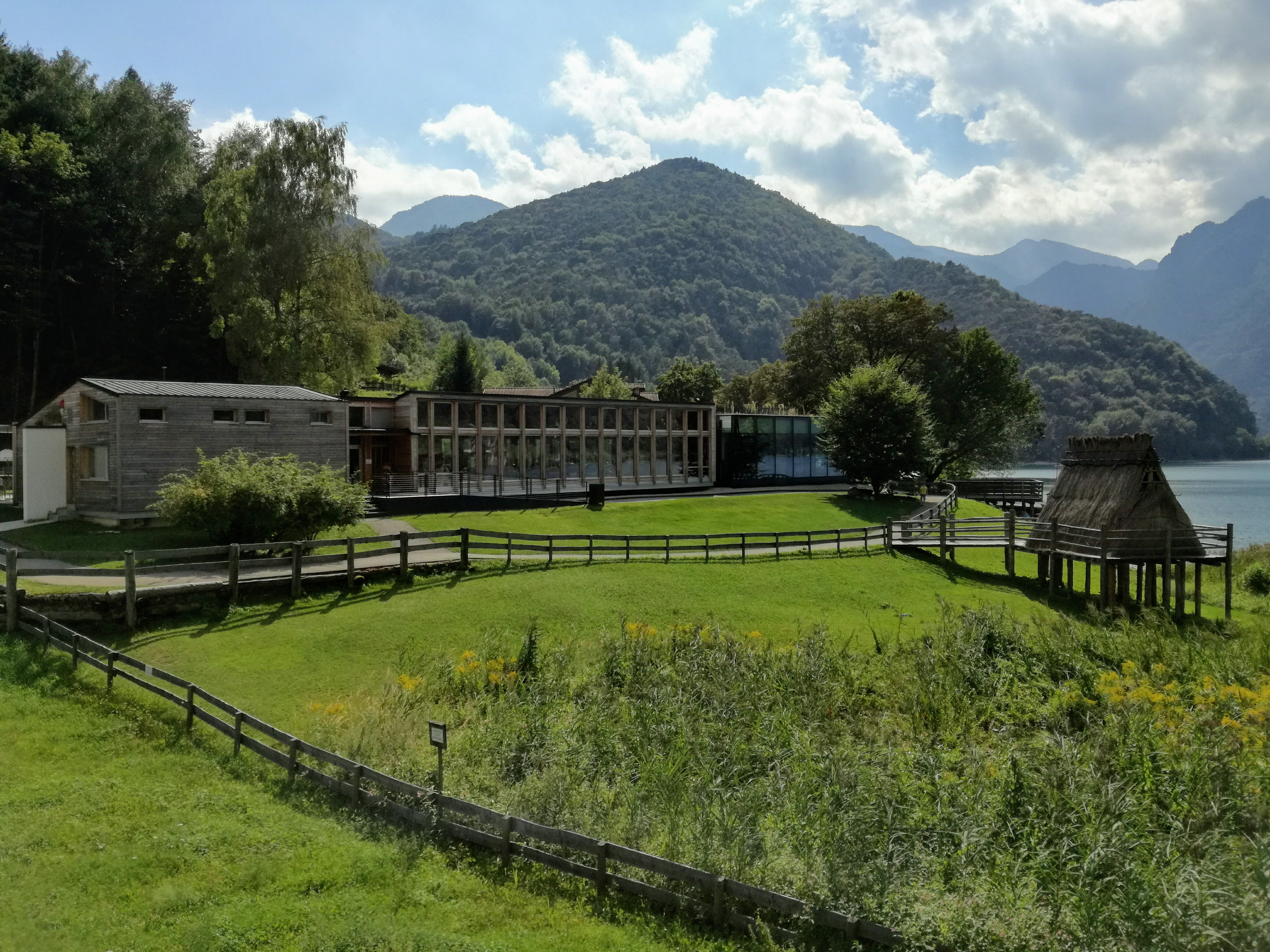
Museumsgebäude
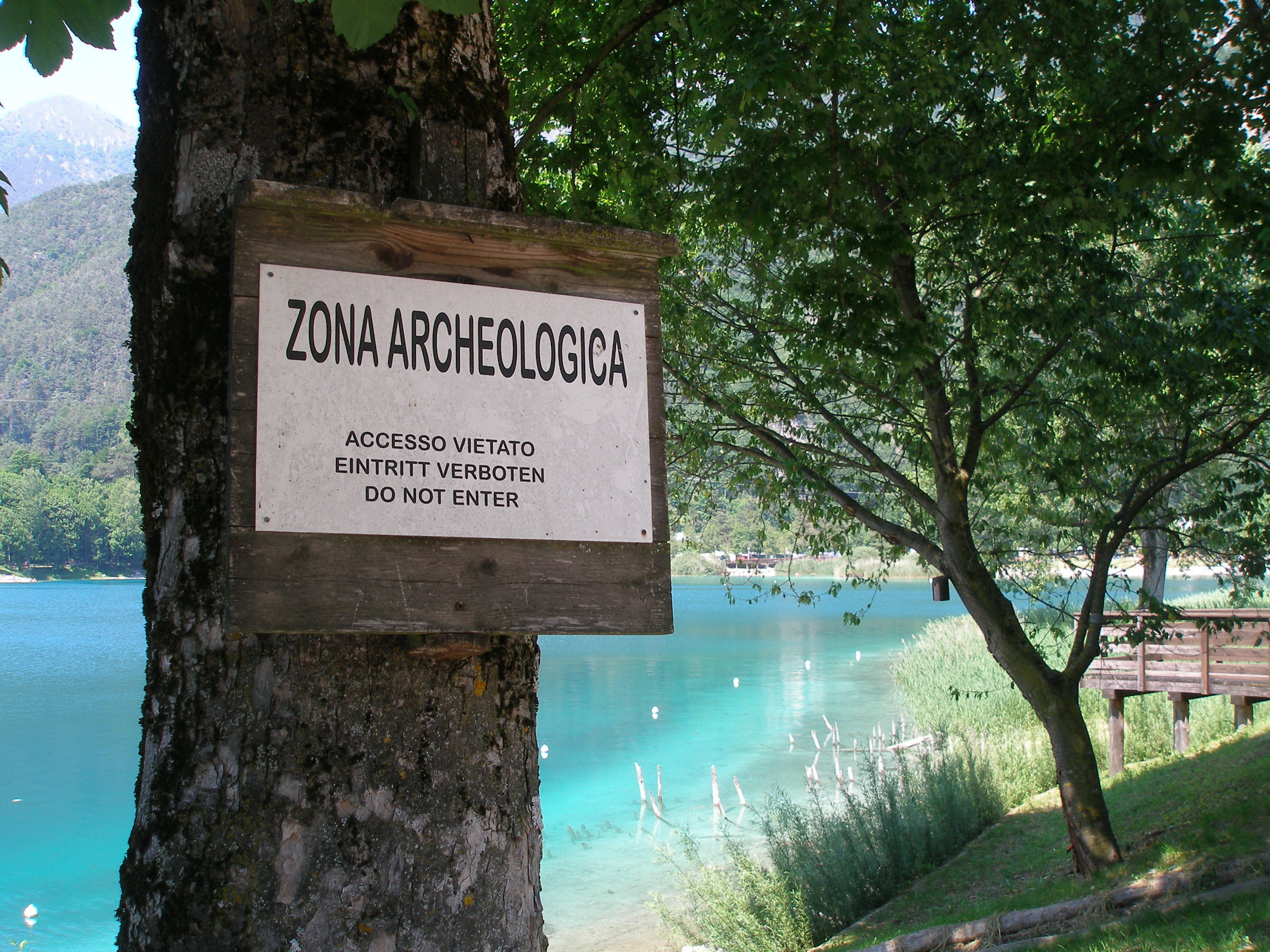
Das seit 1965 als archäologische Stätte geschützte Gebiet

## Archäologischer Befund
Bis zur Entdeckung der Pfahlbautensiedlung bei Molina di Ledro gab es nur geringe und sehr allgemeine Kenntnisse über die Bronzezeit im Trentino. Auch wenn die Grabungen von 1929 und 1937 aufgrund der damaligen Grabungstechniken keine erschöpfenden Erkenntnisse über den Fundort lieferten, zeichnete sich anhand der Funde ein erstes Bild über die Bronzezeit im Trentino ab.
Was die wissenschaftliche Auswertung der Ausgrabungen von Battaglia zudem erschwert, ist der Umstand, dass teilweise nur fragmentarische Notizen auf zahlreichen fliegenden Zetteln vorhanden sind und die Auswertung der Befunde sich um Jahre verzögerte. Battaglia veröffentlichte seinen Grabungsbericht 1943, sechs Jahre nach seiner Grabungskampagne.
Anhand der 1937 freigelegten Stratigraphien ließen sich dennoch drei Siedlungszeiträume bestimmen, wobei es mindestens zu zwei Bränden kam, bei denen die Siedlung ganz oder teilweise zerstört wurde. Insgesamt lassen sich für die Pfahlbautensiedlung Ledro sieben Kulturschichten nachweisen. Fundstücke aus Knochenmaterial zeugen vom Einfluss der Glockenbecherkultur, so dass davon ausgegangen werden kann, dass Ledro bereits im Endneolithikum besiedelt war.
Die Prähistorikerin Pia Laviosa Zambotti verband Anfang der 1940er Jahre Ledro als erste mit der Polada-Kultur, auch wenn letztere ihrer Ansicht nach aufgrund der Randlage verspätet im Trentino in Erscheinung trat. Eine Meinung, die sich lange hielt und erst einige Jahrzehnte später widerlegt wurde. Aufgrund der zahlreichen der Polada-Kultur zugeordneten Fundstücke, wurde Ledro als repräsentativ für die Polada-Kultur bezeichnet. Die Pfahlbauten in Ledro unterscheiden sich jedoch von Polada, was die Baustruktur und die Bauart der Pfahlbauten anbelangt. Ebenso fehlen einige typische Artefakte der Polada-Kultur, so dass davon ausgegangen werden kann, das Ledro als Randgebiet der Polada-Kultur betrachtet werden kann und nur zum Teil mit der Polada-Kultur interagierte. Aufgrund dieser Umstände kann Ledro als nördlichstes Siedlungsgebiet der Polada-Kultur in den Tälern der südlichen Voralpen bezeichnet werden. Davon zeugt auch der Umstand, dass nördlich des Ledrosees keine bedeutenden Funde der klassischen Polada-Kultur gemacht wurden.
Ledro weist vielmehr Ähnlichkeiten mit der dritten Kulturschicht der Pfahlbautensiedlung in Fiavé auf, die als eigenständige umgrenzte Kultur der frühen Bronzezeit angesehen werden kann. Anhand der eigenständigen von der Polada-Kultur zum Teil abweichenden innovativen Keramiken, kann davon abgesehen werden, dass das Trentino als rückständiges Randgebiet zu betrachten ist, sondern vielmehr eigene neue Elemente hervorgebracht hat.
Nach einer Stagnation zu Beginn der mittleren Bronzezeit, von der in Ledro nur wenige Funde gemacht wurden, erlebte die Siedlung am Ledrosee erneut einen Aufschwung, wenn auch in geringerem Maße als im nördlich gelegenen Fiavé. Trotz der Nähe zur Fiavé durchlief Ledro am Ende der mittleren Bronzezeit eine eigene Entwicklung, kurz bevor die Siedlung aus unbekannten Gründen aufgegeben wurden. Anhand der Forschungsergebnisse lässt sich damit festlegen, dass die Pfahlbausiedlung am Ledrosee von 2200 bis 1300 v. Chr., vom Endneolithikum bis zum Ende der mittleren Bronzezeit, bestand.
Ein Unikum für die Bronzezeit in Norditalien stellen die Fundstücke aus pflanzlichen und tierischen Fasern dar, die in Ledro gefunden wurden. Dabei bestechen die Funde nicht nur aufgrund der hohen Anzahl, sondern auch darin, dass zwei fast vollständig erhaltene Kleidungsstücke, ein Gürtel und ein Band, geborgen wurden. Die Textilfunde aus Ledro schließen aber auch international eine Lücke, da hier einzigartige Stücke aus der frühen Bronzezeit erhalten sind.
Von besonderer Bedeutung sind auch die 14 Brotlaibidole, die in Ledro gefunden wurden, da im übrigen Trentino bislang nur zwei weitere Brotlaibidole an zwei verschiedenen Fundorten entdeckt wurden. Im geographisch nahe gelegenen und kulturell zum Teil nahe stehende Fiavé ist beispielsweise bislang kein einziger solcher Fund bekannt, was auf eine eventuelle unsichtbare Grenze zwischen beiden Orten hinweist. Die Brotlaibidole von Ledro, die Ähnlichkeiten mit denjenigen aus Mittel-, Osteuropa sowie Südeuropa aufweisen, deuten auf weitreichende Kontakte der Bewohner hin. Davon zeugen auch die in Ledro gefundenen und aus dem Ostseeraum stammenden Bernsteinperlen.
Hinweis auf die Existenz einer elitären Schicht geben mehrere in Ledro gefundene Bronze-Diademe. Nach Cornaggia handelt es sich um Grabbeigaben von Anführern oder Priestern. Keines der Diademe weist Feuerspuren auf, so dass Feuerbestattungen ausgeschlossen werden können. Aufgrund dessen, dass die Diademe unter Wasser lagen, kann nach Cornaggia davon ausgegangen werden, dass zumindest die Personen höheren sozialen Ranges im See bestattet wurden. Von den fünf Diademen wurde nur eines bei der offiziellen Grabungskampagne von Battaglia 1937 geborgen, die anderen wurden von Privatpersonen gefunden oder illegal vom Ausgrabungsareal entfernt und gelangten zum Teil durch Schenkung und Aufkäufe wieder in öffentlichen Besitz.
In seinem 1930 abgefertigten Bericht stufte Ghislanzoni die Siedlung als Feuchtbodensiedlung ein. Erst nach den Grabungen der 1980er Jahre gelangte man anhand der gewonnenen Daten zu dem Schluss, dass in Ledro mehrere verschiedene Konstruktionsweisen angewandt wurden, darunter auch Pfahlbauten mit über dem Wasser gelegenen Plattformen.

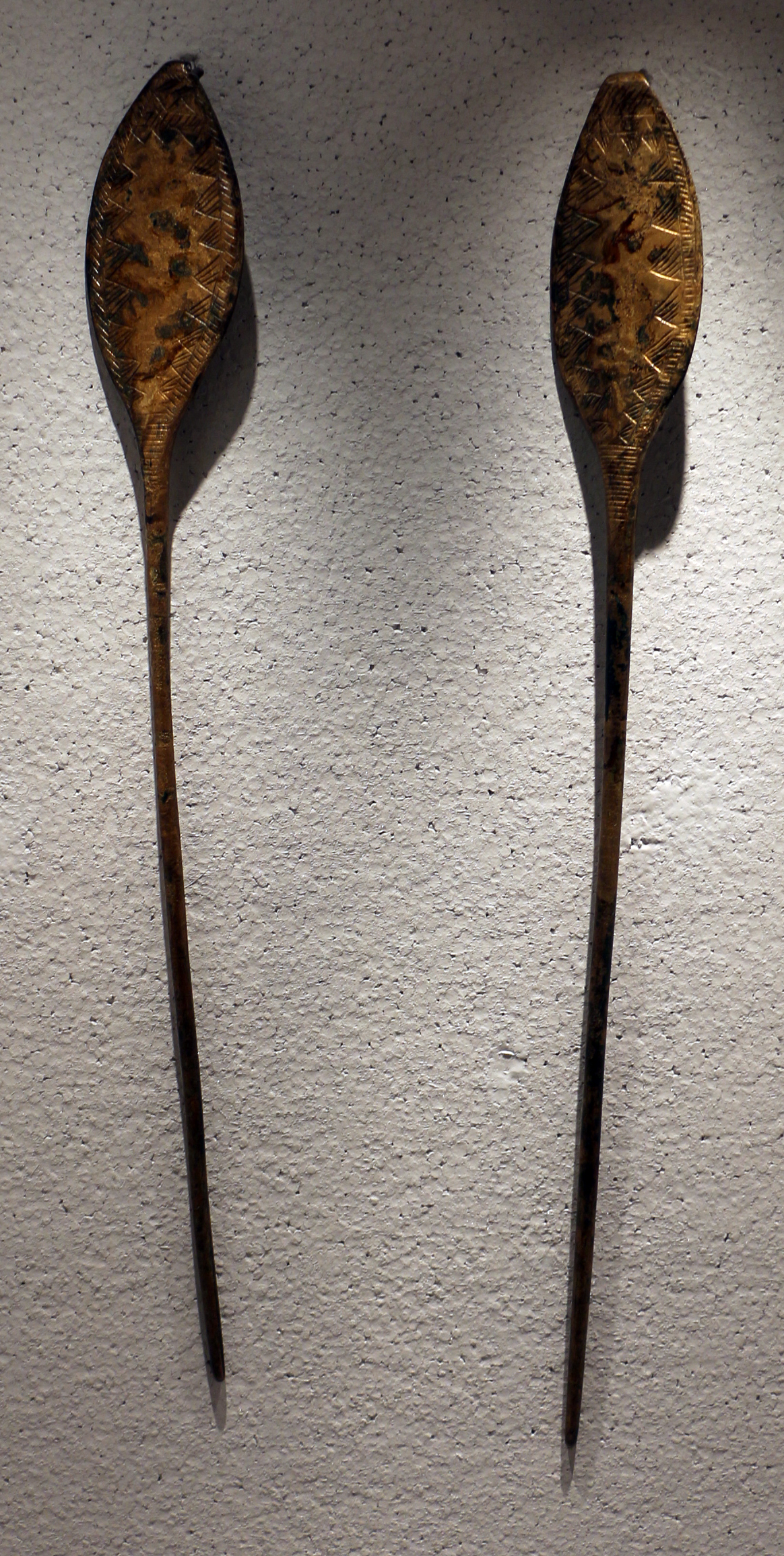
Bronzenadeln aus der frühen Bronzezeit